# Leslie Reginald Cox
Leslie Reginald Cox (Islington, 22 novembre 1897 – Herdon, 5 agosto 1965) è stato un paleontologo, geologo e malacologo britannico.

## Biografia
Cox è nato da genitori che lavoravano come dipendenti del governo, nel dipartimento di ingegneria telefonica del General Post Office. Quando era ancora giovane, la famiglia si trasferì ad Harringay, dove all'età di sei anni iniziò a frequentare la South Harringay County School. Nel 1909 entrò nella Owen's School di Islington, una delle più antiche Grammar school londinesi.
Cox vinse una borsa di studio alla Queens' College dell'Università di Cambridge nel 1916, ma poté iniziare a studiare solo nel 1919 a causa del servizio militare durante la prima guerra mondiale. Nel 1920 e nel 1921 vinse i primi posti al Natural Science Tripos e ottenne un Master of Arts nel 1925. Nel 1937 ha conseguito il dottorato (Sc. D.). Dal 1922 è al Museo di storia naturale di Londra, dove inizialmente è Assistant Keeper 2nd Class per i molluschi fossili (eccetto le ammoniti). Nel 1930 diventa Assistant Keeper 1st Class e nel 1961 Deputy Keeper di paleontologia. Nel 1963 va in pensione.
Cox era considerato l'autorità sui molluschi fossili e recenti e sulla loro sistematica.
Cox fu eletto Fellow della Royal Society nel 1950, e ha ricevuto la Lyell Medal nel 1956.
Nel periodo dal 1954 al 1956 ricoprì l'incarico di presidente della Geologists' Association.
Nel 1960 introdusse nella classificazione dei gasteropodi una nuova sottoclasse, quella dei Caenogastropoda. Cox si distinse anche come storico della geologia, in particolare sulla vita di William Smith. La sua ricerca portò al fatto che all'inizio degli anni quaranta del XX secolo una parte dell'archivio storico di Smith, costituito da lettere, quaderni e diari da lui scritti e probabilmente da lui nascosti e che si credeva fosse andato perduto, fu ritrovata a Oxford, ora conservato presso il museo di storia naturale dell'Università di Oxford.

## Opere
Di seguito si elenca un estratto delle sue più importanti pubblicazioni in ambito scientifico:
- The fauna of the basal shell-bed of the Portland Stone, Isle of Portland.// Proceedings of the Dorset natural-historical and archeological Society, 1925.– Vol. 46.– p. 113-172, pls. 1-5.
- Synopsis of the Lamellibranchia and Gastropoda of the Portland beds of England. Part I.// Proceedings of the Dorset natural-historical and archeological Society, 1929.– Vol. 50.– p. 131-202.
- Fossil Mollusca from southern Persia (Iran) and Bahrein Island.// Memoirs of the Geological Survey of India. Palaeontologia indica, 1936.– N. S., vol. 22, mem. №2.– ii+69 pp., 8 pls.
- A survey of the Mollusca of the British Great Oolite series primarily a nomenclatorial revision of the monographs by Morris et Lycett (1851-1855), Lycett (1836) and Blake (1905-1907). Part II.// Palaeontographical Society. Monographs, 1950.– Vol. 105, №449. – p. 49-105. (together with W. J. Arkell)
- Cretaceous and Eocene fossils from the Gold Coast.// Gold Coast Geological Survey. Bulletin, 1952.– №17.– 68 pp., 5 pls.
- The British Cretaceous Pleurotomariidae.// The Bulletin of the British Museum (Natural History). Geology, 1960.– p. 385-423, 1 fig., pls. 44-60.
- The molluscan fauna and probable Lower Cretaceous age of the Nanutarra formation of Western Australia.// Department of National Development. Bureau of Mineral Resources, Geology and Geophysics. Bulletin, 1961.– №61.– 53 pp., 1 fig., 7 pls.
- Jurassic Bivalvia and Gastropoda from Tanganyika and Kenya.// Bulletin of the British Museum (Natural History). Geology, 1965.– Suppl. 1.– 213 pp., 2 figs., 30 pls.

| Cox è l'abbreviazione standard utilizzata per le specie animali descritte da Leslie Reginald Cox. Categoria:Taxa classificati da Leslie Reginald Cox |